# Miguel Caldés
Miguel Caldés Luis (Bolivia, Ciego de Ávila, 27 de septiembre de 1970 - Camagüey, 4 de diciembre de 2000) fue un beisbolista cubano. Fue tercera base y cuarto bate del equipo de béisbol de Camagüey en Series Nacionales y jardinero regular del equipo Cuba

## Síntesis biográfica
Nació el 27 de septiembre de 1970 en el municipio Bolivia (provincia de Ciego de Ávila).
Al igual que su tío Vicente Díaz, había mostrado gran brazo como antesalista, lo cual también fue aprovechado en ocasiones en el campo corto. 

### Trayectoria deportiva
Como pelotero impulsó 683 carreras, tercero en el casillero detrás de Leonel Moa (857) y Felipe Sarduy Carrillo (685), y fue igualmente el tercer pelotero en cuanto a su average de por vida con equipos de Camagüey en Series Nacionales con .289, sólo superado por Loidel Chapellí Jiménez (.329) y Luis Ulacia (.312). 
Fue la bujía de la escuadra del municipio Jimaguayú, varias veces campeón en los torneos de su provincia, asistió al Mundial Juvenil de 1988 en Australia y a las Copas de 1995 y 1997. Con Camagüey llegó a un tercer puesto en 1998 pero lo más recordado es su enorme jonrón contra Japón en el estadio de los Bravos de Atlanta durante los Juegos Olímpicos de 1996 en esa ciudad norteamericana. 
En aquel partido por la medalla de oro en el que la ventaja de los cubanos, que llegaron a explotar al lanzador Masanori Sugiura, fue borrada frente al tirador camagüeyano Omar Luis Martínez, Omar Linares conectó tres jonrones. Sin embargo el bambinazo de Caldés llegó en un momento clave, cuando la pizarra marcaba empate y un pitcher submarino frenaba a los bateadores caribeños.
Su último jonrón fue conectado en Moa, Holguín, Cuba y quizá por ser el último fue enorme. Curiosamente algunos aficionados recuperaron la bola que cayó en una casa aledaña al estadio y posteriormente en generoso gesto, construyeron una urna de cristal y la entregaron a sus familiares que la donaron a la Sala de Historia del Deporte en la ciudad de los tinajones.

### Resultados en eventos internacionales
En el escenario internacional, integró los equipos que defendieron los colores de  Cuba en:
- Juegos Olímpicos de 1996, en Atlanta,  Estados Unidos y en Sídney,  Australia, entre el 15 de septiembre y el 1 de octubre del año de su fallecimiento.

## Fallecimiento
En uno de los pasos a nivel del ferrocarril, fue impactado por una locomotora en movimiento en el crucero ferroviario del reparto Saratoga en la capital agramontina, en la madrugada del 4 de diciembre del año 2000, perdiendo la vida uno de los más talentosos peloteros de la provincia de Camagüey.
En pleno desarrollo como jugador, con 30 años, Caldés asistía a su decimocuarta Serie Nacional de béisbol, en las que promedió ofensivamente para 289, con 386 extrabases, de ellos 176 jonrones y 683 carreras impulsadas, en 1 124 desafíos.
Su último jonrón fue, conectado ante el lanzador derecho de Holguín Yisnei García, en el noveno inning., por el jardín central y con Loidel Chapellí como corredor, en primera base.
Ese año su equipo estampó su número 18 en las mangas y gorras e inspirados escalaron a la tercera posición del campeonato cubano de béisbol. Cuando ganaron el play off de octavos de final frente a Villa Clara 3 juegos a 1, todos sus compañeros salieron al terreno encabezados por el lanzador Fernando Tejeda, que portaba un gran cartel dedicándole el triunfo colectivo ante el sentido aplauso de los aficionados del Cándido González. Después aunque se peleó duro, cayeron 4 juegos a 2 contra Santiago de Cuba
Cada 4 de diciembre fecha de su fallecimiento compañeros de equipo, familiares y amigos realizan una peregrinación hasta la Necrópolis de Camagüey donde descansan sus restos.

## Récords
- 20 Jonrones en la XXXIV Serie Nacional de Béisbol
- 13 Bolas intencionales en la XXXVII Serie Nacional de Béisbol